# Pericos de Puebla
Les Pericos de Puebla sont un club mexicain de baseball de la Ligue mexicaine de baseball située à Puebla. Les Pericos qui comptent trois titres de champions, évoluent à domicile à l'Estadio Hermanos Serdán, enceinte de 12 000 places.

## Histoire
En 1963, les Pericos remportent leur premier titre en remportant 24 matches pour 8 défaites. Rebaptisé Angeles de Puebla en 1976, le club enlève son deuxième titre national en 1979.
Entre 1981 et 1985 Puebla quitte la Liga Mexicana pour participer à la Liga Nacional. De retour en Liga Mexicana sous le nom de Angeles Negros, Puebla remporte un nouveau titre en 1986. Le club retrouve son nom de Pericos en 1999.

## Palmarès
- Champion de la Ligue mexicaine de baseball (5) : 1963, 1979, 1986, 2016, 2023
- Vice-champion de la Ligue mexicaine de baseball (4) : 1948, 1961, 1964, 1965